# Байер
„Байер“ (на немски: Bayer AG) е световноизвестна немска химико-фармацевтична компания, действаща в международен мащаб, със седалище в гр. Леверкузен, Германия. В днешни дни компанията заема челно място в света в сектора на химическата и фармацевтичната промишленост. Миналото на IG Farben-Bayer е свързано с редица неетични експерименти и нехуманни издевателства над хора по време на Холокоста, както и доставка на химични вещества за нацистки концлагери като Аушвиц, за което компанията признава и се извинява. През 2018 г. „Байер“ придобива Monsanto.
Основана е през 1863 г., след което е погълната от картела IG Farbenindustrie AG. През 1951 г. компанията е основана наново. Разполага с 350 дружества и 93 300 работници (към 31 март 2005). През 2004 г. приключва с печалба от 2117 млн. евро при оборот от над 25 млрд. евро.
Оперативната структура на концерна се състои от 3 по-малки фирми:
- Bayer HealthCare AG
- Bayer CropScience AG
- Bayer MaterialScience AG

Повечето хора по света свързват името на компанията със световноизвестния медикамент аспирин, както и с хероина.
Лого на фирмата е така нареченият „Байер“'-кръст – в окръжност хоризонтално и вертикално е изписано името „Байер“. На предшественика на този знак е имало лъв с крила, който е застанал върху земно кълбо. През 1930 г. в Леверкузен е инсталирана най-голямата за времето си светеща реклама на света. Диаметърът ѝ е бил 72 m, като са светели 2200 електрически крушки. Съоръжението е било окачено на 2 комина по 126 m високи. През 1958 г. диаметърът е намален на 51 m.

## История
Компанията е основана на 1 август 1863 г. в гр. Бармен – днес квартал на Вупертал. Основатели на „Байер“ са Фридрих Байер и Йохан Фридрих Вескот. Пръв приоритет на младата фирма е производството на синтетични багрила. Първата голяма фабрика възниква по-късно във Вупертал-Елберфелд, където по-късно биват открити и голяма част от важните и емблематични за фирмата лекарствени средства като аспирин, сулфонамида пронтозил (Нобелова награда за 1939 г. на Герхард Домак за откриване на антибактериалното му действие) и дори хероин. Това е направило „Байер“ още във Вупертал концерн от световно значение. Разположението на Вупертал обаче не позволява по-нататъшно развитие. Тогава Карл Дуисбург – химик от Вупертал и наследник на Фридрих Байер, открива необходимата земя около градчето Висдорф, което по-късно става Леверкузен.

### Развитие
В следващите години фирмата се развива много бързо. Броят на работещите нараства от 3-ма при създаването ѝ през 1863 г. до над 300 през 1881 г. По-нататъшната експанзия на фирмата бива опосредствана от превръщането на дружеството през 1881 г. в акционерно. Изследователският отдел е развит от Карл Дуисбург. Така във Вупертал-Елберфелд възниква модерна научна лаборатория. До края на века предприятието се развива, като се търсят и нови полета на дейност. Към производството на бои, от което са били основната част на приходите, е развито и производството на фармацевтични средства. През 1897 г. за първи път е синтезиран хероин. А най-известният резултат от изследователската дейност на Bayer е пуснатият на пазара през 1899 г. аспирин. През 1904 г. „Байер“ започва и производството на фотореактиви и химикали. След като Вупертал-Елберфелд става прекалено малък за развитието на концерна, през 1912 г. седалището на фирмата е преместено в Леверкузен.
През 1913 г. фирмата вече има около 10 000 работници, от които около 1000 извън страната. Концернът основава дъщерни дружества във Франция, Великобритания, Белгия, Русия и САЩ. През 1913 г. 80% от оборота на фирмата се формира от износ.

### След Първата световна война
След Първата световна война предприятието губи голяма част от своите пазари. В Русия дъщерната фирма е национализирана, в САЩ дъщерното дружество с цялата собственост и патентите е конфискувано и продадено на конкурентни фирми. Оборотът на фирмата спада с около 1/3 в периода между 1913 и 1919 г. През този период „Байер“ е също сред основните производители на бойни отровни газове за фронта. През Втората световна война компанията изпраща новоразработени медикаменти срещу тиф, малария и др., които били изпробвани на концлагеристи.
Някои вещества, открити от „Байер“:
- Аспирин (ацетилсалицилова киселина) – аналгетик, антипиретик, антикоагулант.
- Хероин (диацетилморфин) – вещество, водещо до привикване, първоначално се е продавало като средство против кашлица. „Хероин“ е бил търговски знак на Bayer преди Първата световна война
- Пронтозил – първият сулфонамид
- Ципрофлоксацин – антибиотик, използван за лечение на сибирска язва и инфектирани пикочни пътища
- Левитра – използва се за лечение на еректилна дисфункция
- Полиуретан – полимер, широко използван за най-различни цели
- Поликарбонат – основа на много пластмасови продукти, например за CD-дискове
- Сурамин
- Паратион – инсектицид
- Пропоксур – инсектицид
- Примодос